# Велвинский сельсовет
Велвинский сельсовет — упраздненная административно-территориальная единица на территории Кудымкарского района Пермского края. Существовал с 1963 по 2006 год.

## История
В 1963 году Мелехинский сельсовет разделился на Велвинский и Новоселовский сельсоветы. В состав Велвинского сельсовета вошли поселки: Велва-База, Галяшор, Беляй, 4-й поселок и вновь образованные поселки Лямпино и Рочево. Кроме того, от Ошибского сельсовета в состав Велвинского сельсовета были переданы Рочевский лесопункт и поселок Новый. Центром сельсовета стал посёлок Велва-База. В 1970 году посёлок Галяшор опустел.
В 1971 году произошло оъединение Велвинского и Новоселовского сельсоветов, административный центр сельсовета был переведен в деревню Новоселово. В состав объединеного Новоселовского сельсовета вошли населенные пункты: Мелехино, Галюково, Савино, Новое Шляпино, Старое Шляпино, Новоселово, Горбуново, Петухово, Патруково, Сизево, посёлок Велва-База.
В 1987 году центр сельсовета был перенесен в посёлок Велва-База, сам сельсовет переименован в Велвинский, а деревни Петухово, Новоселово, Горбуново, Патруково, Сизево переданы в Ошибский сельсовет.
В 2000 году на территории сельсовета располагалось 7 населенных пунктов с общей численностью населения 1250 человек в 426 хозяйствах.
В 2004 году на территории сельсовета располагались посёлки Велва-База и Шарволь, деревни Галюкова, Мелехина, Новая Шляпина, Савина, Старая Шляпина.
В 2006 году Велвинский сельсовет вошел в состав Ошибского сельского поселения и в качестве Велвинской территории. На тот момент численность населения сельсовета составляла 1074 человека в 366 домовладенях, общая площадь территории 1464,11 га.